# 秋山輝男

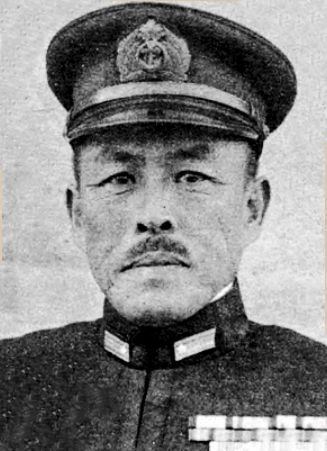
秋山輝男

秋山辉男（1891年9月16日—1943年7月6日）是二战期间的一位日本海军将官。

## 生平
秋山辉男生于熊本縣，1913年毕业于海軍兵學校（第41届毕业生），在118位学员中排名第61。1918年12月1日，秋山辉男晋升海军大尉，被派遣到驱逐舰矶风号上担任水雷长。1921-1922年间，他也曾在潛艇SS-35和SS-45号上担任过副艇长。
1924年2月7日，秋山辉男出任驱逐舰吹雪号舰长，这是他首次担任舰长一职。在1924-1934这十年间，秋山先后担任过驱逐舰夕暮、橘、柏、早蕨、滨风以及丛云号的舰长。1937年12月1日，秋山辉男晋升海军大佐，在太平洋战争爆发前，他基本一直在从事参谋职务，只在1939-1940年间担任过轻巡洋舰那珂号的舰长。1942年11月1日，秋山晋升海軍少將。1943年7月6日，秋山辉男於库拉湾海战中阵亡。秋山辉男死后被追授为海军中将。